# Drysdalia
Genre
Drysdalia est un genre de serpents de la famille des Elapidae.

## Répartition
Les espèces de ce genre sont endémiques d'Australie.

## Description
Les espèces de ce genre sont venimeuses, mais pas considérées comme mortelles. Ce sont des serpents de relativement petite taille avec une moyenne d'environ 50 cm de longueur. Ils sont normalement de couleur brune et habitent les forêts, les marais et de landes où ils se nourrissent de grenouilles et de lézards.

## Liste des espèces
Selon The Reptile Database (16 août 2011) :
- Drysdalia coronoides (Günther, 1858)
- Drysdalia mastersii (Krefft, 1866)
- Drysdalia rhodogaster (Jan, 1873)

## Étymologie
Le genre Drysdalia a été donné en l'honneur de sir George Russell Drysdale, un artiste australien qui a notamment accompagné l'auteur en Tasmanie quand il a collecté les spécimens pour la description de ce genre.

## Publication originale
- Worrell, 1961 : Herpetological Name Changes. West Australian Naturalist, vol. 8, p. 18-27 (texte intégral).